# Celaru (gmina)
Celaru – gmina w Rumunii, w okręgu Dolj. Obejmuje miejscowości Celaru, Ghizdăvești, Marotinu de Jos, Marotinu de Sus i Soreni. W 2011 roku liczyła 4593 mieszkańców.